# Argyra
Argyra (starořecky: Ἀργυρᾶ) je v řecké mytologii vodní nymfa (najáda), která přebývala ve studni. Podle legendy se nymfa Argyra zamilovala do pastýře Selemna ale postupem času ho přestala milovat. Když zemřel žalem, tak ho bohyně Afrodita proměnila na řeku. Legenda říká, že pokud se v ní vykoupe opuštěný milenec, zmizí mu bolest.